# 2020年カーブル大学襲撃事件
2020年11月2日、アフガニスタンのカーブルにあるカーブル大学のキャンパスを3人の武装集団が襲撃し、32人が死亡、50人が負傷した事件。攻撃は、イランの図書展の開会式のために政府関係者がキャンパスに到着すると予想されていた頃に始まった。その後、銃で武装した実行犯の3人は治安部隊との戦いで死亡した。攻撃は午前11時頃に起き、ISILホラサン州（ISIL-KP）が犯行声明を出した。
この攻撃はアフガニスタン政府、ターリバーンおよびISIL関連の戦闘員との間で緊張が高まった数ヶ月後に起こった。

## 背景
カブール大学はアフガニスタン最大級の高等教育機関であり、2万2000人の学生が在籍している。同大は以前にも攻撃を受けており、2019年7月に大学の門の外で爆弾が爆発し9人が死亡した。11月の大学への攻撃の1週間前に、カブールの別の教育機関で自爆テロが起き、30人が死亡していた。
攻撃の日、大学は国際的な図書展を主催しており、数人のアフガニスタン政府高官とイランの駐アフガニスタン大使などが参加する予定だった。

## 攻撃
11月2日午前11:00頃、銃を持った集団が大学の敷地への門で爆発物を起爆した後、敷地内に侵入し、すぐ近くにいた人間を殺害した後、約35人の人質を取った。多くの学生は大学の外壁を乗り越えて脱出したが、建物に閉じ込められた学生はその場にとどまることを余儀なくされた。負傷者の一部は、近くのアリ・アバド病院に避難した。
カーブル警察とアフガン軍特殊部隊が大学に出動し、現場周辺に規制線を張った後、数時間にわたって建物ごとに敷地内を掃討した。アメリカとデンマークの兵士、ノルウェーの特殊部隊もこの攻撃に対応した。
この攻撃を受けて、SITEインテリジェンスグループは、イラク・レバントのイスラム国（ISIL）の地域支部が今回の襲撃事件の犯行声明を出したと報じた。あるアフガニスタン政府当局者はこの攻撃はターリバーンによるものだと述べたが、ターリバーンは攻撃を行っていないと否定した。

## 死傷者
35人が死亡し、50人以上が負傷した。犠牲者の大多数は同大の学生であり、全員が行政機関に所属していたという。アフガニスタンのTOLOnewsは、犠牲者の多くがクラスでトップクラスの成績を収めていたと伝えられているため、今回の死亡事件をアフガニスタンが「才能のある若者を失った」と表現した。

## 反応

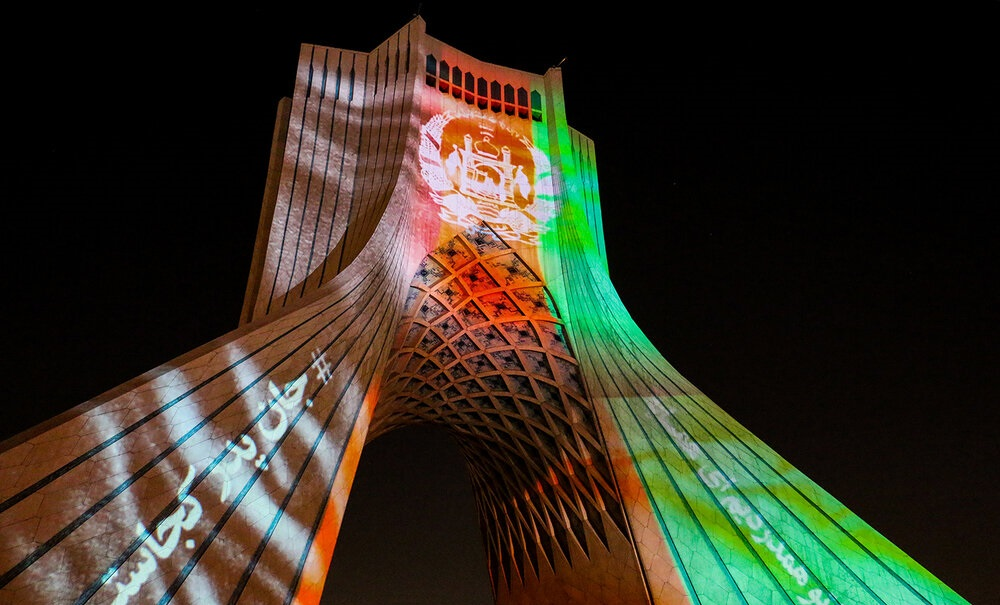
テヘランのアザディ塔がライトアップされ、襲撃の犠牲者を追悼した

この攻撃は国内外で広く非難された。大統領の報道官は「テロリスト」は「ヘルマンド州で敗北した後、学術センターを攻撃している」と述べた。アムルラ・サレー第一副大統領は、「いつの日か我々は諜報活動の失敗を正すだろう。しかし、ターリバーン及びターリバーンと志を同じくする悪魔の同盟者達は、この臭くて正当化できないカーブル大学への攻撃に対する良心の呵責に耐え切れないだろう」とツイートした。ハーミド・カルザイ前大統領は襲撃事件を「許されない犯罪」と呼んだ。トロニュースのサアド・モシニはこの攻撃は「これらの人でなしが私たちの子供たちを殺している」と表現した。アフガニスタン政府は、攻撃の翌日を国家的な追悼の日とした。
サレーは攻撃が諜報活動の失敗であったことを認め、今回の襲撃事件はターリバーンによるものと非難したが、ターリバーンは反発し、事件への関与を否定した。
パキスタンとインドの両国、その他の国、国連安全保障理事会および国連事務総長のアントニオ・グテーレスもこの攻撃を非難した。
翌日、大学の学生は地元のマスコミに対し、今回の攻撃を受けても勉学に励むことを辞めないと語った。
襲撃直後、初期対応者が見つけたある学生の携帯電話には彼女の父親からの未読メッセージがあり、「Jan-e-pedar,kujasti?（جانپدرکجاستی=父さんの最愛の人、お前はどこにいるんだ？ ）」と書かれていた。その直後、このメッセージはソーシャルメディアでトレンド入りし、イランのクラシック歌手であるホマーユーン・シャジャリヤーンは、攻撃で亡くなった人々に歌曲「Souvashoun」を捧げることを決めた。その1か月前、彼の父親で伝説的なイランのクラシック歌手、モハンマドレザー・シャジャリヤーンがテヘランのジャム病院で亡くなっていた。1月8日にウクライナ国際航空752便撃墜事件の1周年を迎えるにあたり、シャジャリアンは最近罪のない愛する人を失ったすべての人にこの曲を捧げることに決めた。Souvashounの物語は、一般的に無実の象徴とされるペルシャの古典的な人物Siyavashを題材にしている。
2021年8月27日、米軍は2021年のカーブル空港攻撃の容疑者の1人に対してドローン攻撃を行った。ドローン攻撃による死亡者の1人は、後に大学襲撃に関与したISIL-KPの協力者であることが判明した。